# Dapperplein
Het Dapperplein is een plein in Amsterdam-Oost.

## Geschiedenis en ligging
Het plein kreeg per raadsbesluit van 15 februari 1911 haar naam; de Dapperstraat die het plein doorsnijdt had al sinds 1877 zijn naam. Beide werden vernoemd naar geneesheer Olfert Dapper. 
De naam werd pas in 1911 officieel, maar de naam werd al in de jaren negentig van de 19e eeuw gebruikt.
Het plein werd al sinds de aanleg doorsneden door gelijknamige straat (noord-zuid) en de Tweede van Swindenstraat (oost-west). Alhoewel nauwelijks is voor te stellen stonden er bij de aanleg van het plein bomen, omringd door een rijweg. Midden op het plein stond jarenlang een politiepost. Het was soort gebouwtje naar ontwerp van de Publieke Werken, dat destijds veelvuldig gebruikt werd, maar in de 21e eeuw geheel uit het straatbeeld is verdwenen op het gebouwtje en rijksmonument op Nieuwezijds Voorburgwal 277 na. Er werd ook nog ruimte gevonden voor een peperbus voor aan te plakken reclames en een onderdak van een schakelkast voor elektra. Die “groene gedachte” binnen de nauwe straten met veel volk werd later losgelaten; het werd een geheel open plein.  Wellicht was dat om plaats te maken voor de Dappermarkt, er kwam een marktmeesterkantoortje en urinoirs.

## Gebouwen
De oorspronkelijke gebouwen dateerden gezien het vorenstaande uit de periode eind 19e eeuw, toen Amsterdam ten prooi viel aan revolutiebouw. Er werd snel gebouwd, huisje werd tegen huisje gebouwd, hier dus in vier cirkelsegmenten. In de jaren zeventig waren de meeste huizen opgebruikt. Het voorstel was om de gehele buurt te vervangen door een tuinstadachtig geheel, maar daar was de buurt tegen. Alleen de verderop gelegen Roomtuintjes werd als zodanig voltooid. Voor het Dapperplein werd gefaseerd nieuwbouw gepleegd zodat de bevolking gewoon hun gang konden gaan en er geen grote ingrepen hoefden plaats te vinden. Op het plein en hier in de gehele wijk kwam een uitgebreide sanering opgang, die jarenlang tot in de jaren negentig in gang bleef. Van de vier cirkeldelen verdwenen er drie; één bleef deels overeind staan. Nieuwbouw bestond uit sociale woningbouw met balkonnetjes. Architecten als Boris Rood en Hans Borkent (zuidoosthoek) leverden modernere woningen, die volgens anderen het komachtige plein aantastte. Borkent zou een groot aandeel hebben in de stadsvernieuwing in de Dapperbuurt. Een gemeentelijk monument of rijksmonument is er door de kaalslag onder de originele bebouwing niet te vinden.

## Openbaar vervoer
Van 1904-1948 was er aan de noordoost kant van het plein een trambaan in gebruik, een keerlus tegen de klok in, Eerste Van Swindenstraat, Dapperplein, Tweede van Swindenstraat, Pontanusstraat en weer Eerste Van Swindenstraat.

## Afbeeldingen

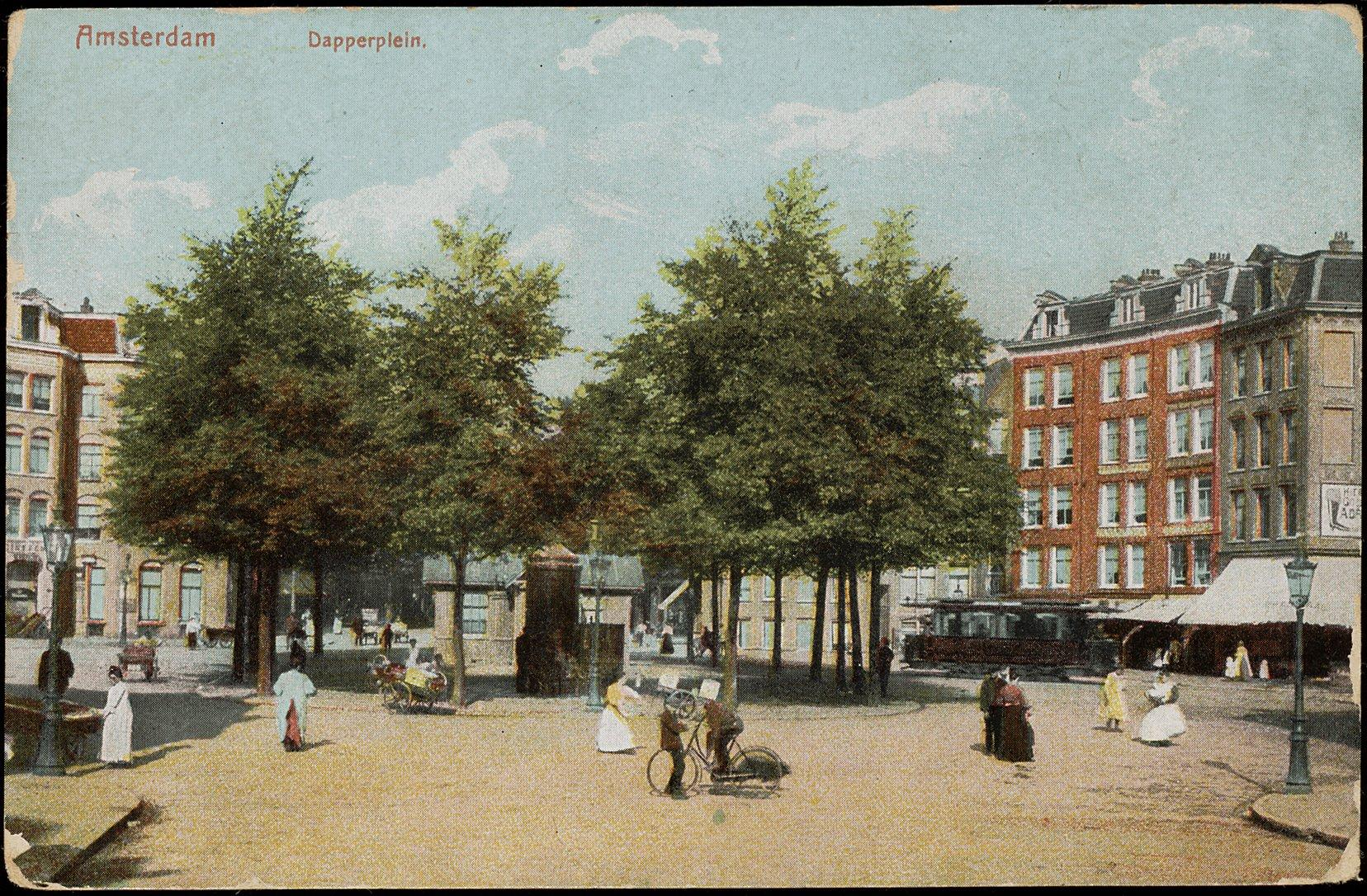
Ansichtkaart van het Dapperplein uit circa 1910
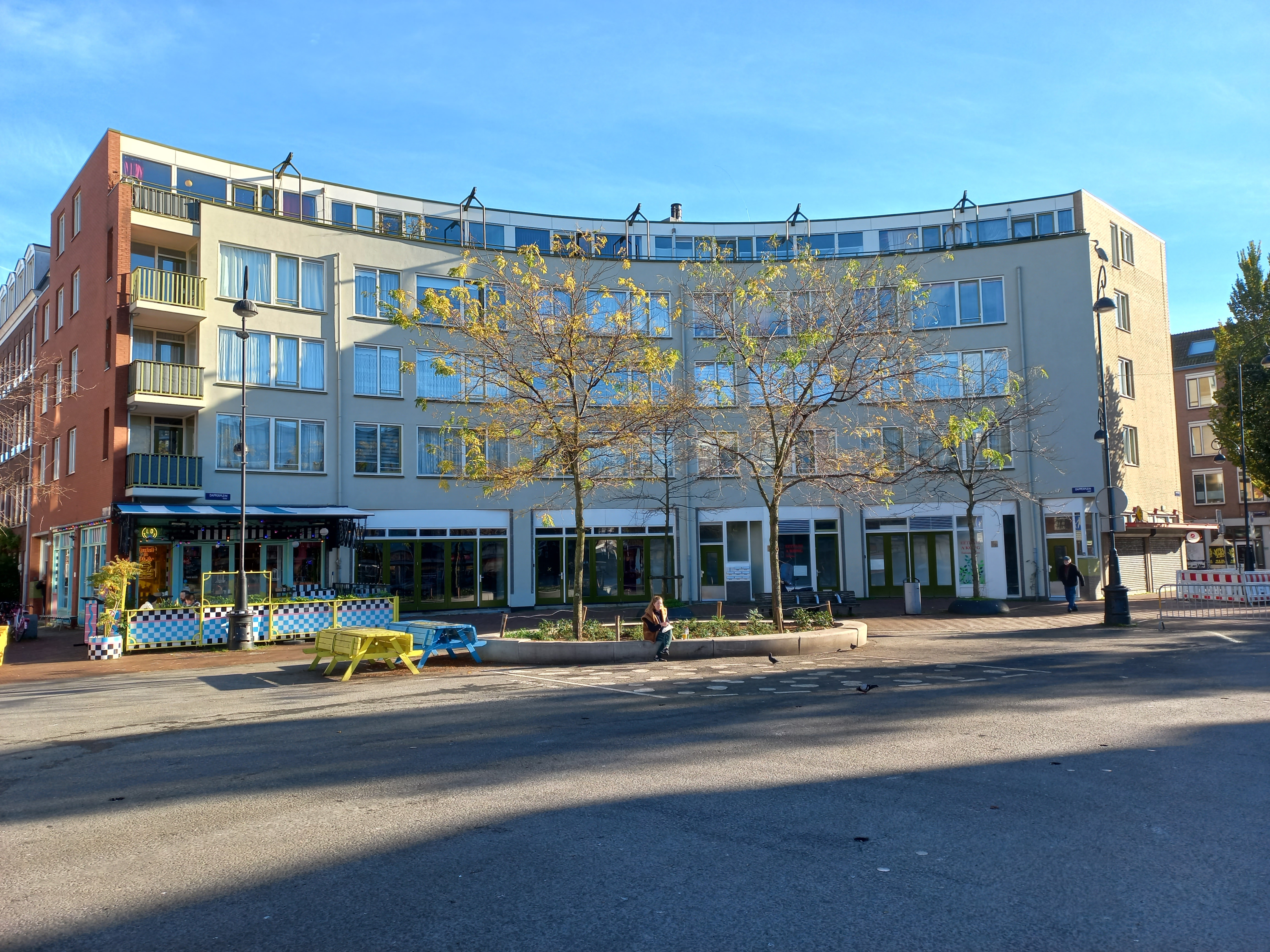
Blok van Hans Borkent (november 2022)